# Норденвелд
Норденвелд (нід. Noordenveld, нід. вимова: [ˈnoːrdə(ɱ)vɛlt] ( прослухати)) — муніципалітет у Нідерландах, у провінції Дренте.

## Населені пункти муніципалітету
Міста
- Роден

Села
- Алтена
- Венгейзен
- Вестервелде
- Ен
- Зейдвелде
- Лангело
- Ліверен
- Нітап
- Норг
- Ню-Роден
- Пейзе
- Пест
- Родерволде
- Родерес
- Стенберген

Селища
- Алтевер
- Америка
- Бурлан
- Гейс-тер-Гейде
- Де-Горст
- Де-Пол
- Ен-Вест
- Летінгеволде
- Матслот
- Норгерварт
- Пейзерволд
- Пейзермаде
- Сандебюр
- Терейл
- Фоксволде

## Топографія
Топографічна карта Норденвелда (червень 2015 року)